# Jigsaw Puzzle
 (octobre 2022).
La mise en forme du texte ne suit pas les recommandations de Wikipédia : il faut le « wikifier ».
Les points d'amélioration suivants sont les cas les plus fréquents :
- Les titres sont pré-formatés par le logiciel. Ils ne sont ni en capitales, ni en gras.
- Le texte ne doit pas être écrit en capitales (les noms de famille non plus), ni en gras, ni en italique, ni en « petit »…
- Le gras n'est utilisé que pour surligner le titre de l'article dans l'introduction, une seule fois.
- L'italique est rarement utilisé : mots en langue étrangère, titres d'œuvres, noms de bateaux, etc.
- Les citations ne sont pas en italique mais en corps de texte normal. Elles sont entourées par des guillemets français : « et ».
- Les listes à puces sont à éviter, des paragraphes rédigés étant largement préférés. Les tableaux sont à réserver à la présentation de données structurées (résultats, etc.).
- Les appels de note de bas de page (petits chiffres en exposant, introduits par l'outil «  Source ») sont à placer entre la fin de phrase et le point final[comme ça].
- Les liens internes (vers d'autres articles de Wikipédia) sont à choisir avec parcimonie. Créez des liens vers des articles approfondissant le sujet. Les termes génériques sans rapport avec le sujet sont à éviter, ainsi que les répétitions de liens vers un même terme.
- Les liens externes sont à placer uniquement dans une section « Liens externes », à la fin de l'article. Ces liens sont à choisir avec parcimonie suivant les règles définies. Si un lien sert de source à l'article, son insertion dans le texte est à faire par les notes de bas de page.
- La présentation des références doit suivre les conventions bibliographiques. Il est recommandé d'utiliser les modèles {{Ouvrage}}, {{Chapitre}}, {{Article}}, {{Lien web}} et/ou {{Bibliographie}}. Le mode d'édition visuel peut mettre en forme automatiquement les références.
- Insérer une infobox (cadre d'informations à droite) n'est pas obligatoire pour parachever la mise en page.

Pour une aide détaillée, merci de consulter Aide:Wikification.
Si vous pensez que ces points ont été résolus, vous pouvez retirer ce bandeau et améliorer la mise en forme d'un autre article.
Pistes de Beggars Banquet
Parachute Woman
(4) Street Fighting Man
(6)
Jig-saw Puzzle est une chanson du groupe de rock britannique The Rolling Stones parue sur l'album Beggars Banquet le 6 décembre 1968. Elle est écrite et composée par Mick Jagger et Keith Richards et est produite par Jimmy Miller.

## Composition
Écrite par Mick Jagger et Keith Richards, Jigsaw Puzzle est l'une des chansons les plus longues de l'album après Sympathy for the Devil (plus longue de dix secondes).
Des parties des sessions d'enregistrement sont disponibles sur les disques pirates. Sur ces enregistrements, Mick Jagger est à la guitare acoustique, Keith Richards à la guitare slide électrique, Charlie Watts à la batterie, Bill Wyman à la basse et Nicky Hopkins au piano. Sur la version officielle, c'est Keith Richards qui est à la fois à la guitare acoustique et à la guitare slide et Brian Jones joue le "gémissement" distinctif tout au long de la chanson avec un Mellotron.
Jigsaw Puzzle n'a jamais été interprétée en concert par les Rolling Stones.

## Réception critique
Les critiques ont beaucoup divergées à propos de Jigsaw Puzzle. Le journaliste Richie Unterberger décrit le morceau sans enthousiasme comme un simple "remplisseur d'album". Il établit des comparaisons avec le travail de Bob Dylan du milieu à la fin des années 1960. (Le nom de Dylan apparaît d'ailleurs parmi les graffitis sur la couverture censurée de l'album).

Unterberg écrit que "(...) la similitude avec certaines des longues chansons surréalistes de Dylan du milieu des années 60 est suffisamment proche pour que ce soit surprenant que Jigsaw Puzzle n'a pas été relevé par plus d'auditeurs comme étant une imitation de son style, d'autant plus qu'il sonne franchement un peu galvaudé dans son approximation de la singularité Dylanesque". Certains "dylanologues" considèrent cette chanson comme une réponse directe à la chanson Stuck Inside of Mobile with the Memphis Blues Again (1966). Les paroles décrivent les observations du chanteur qui se retrouve entouré de « marginaux et de cinglés » ;
« Il y a un clochard assis sur le pas de ma porte, essayant de perdre son temps
Avec son sandwich méthylé, c'est une corde à linge ambulante
Et voici la fille de l'évêque, de l'autre côté
Elle a l'air un peu jalouse, elle a été une paria toute sa vie »
À propos de la chanson, Unterberger conclut : "Comme beaucoup de morceaux de cet album, il s'est inspiré du country blues pour l'inspiration musicale... Les paroles, cependant, ne sont pas vraiment ce que l'on entendrait sur des vrais disques de blues ruraux du Delta... Le plus gros inconvénient du morceau est son manque de développement mélodique, qui se contente de conserver le même air de blues monotone et basique pendant environ six bonnes minutes. Pour un morceau de "remplissage d'album" comme celui-ci, d'autres touches créatives auraient étaient nécessaires pour qu'on le remarque davantage."
D'autres critiques ne sont pas si durs - la BBC affirme que "Jigsaw Puzzle auto-référençant et moqueur est un régal", et PopMatters écrit " Sur les 19 chansons des deux albums, il y en a deux qui se démarquent des autres. Et non, ce ne sont pas les plus évidentes auxquelles on penserait. Je parle de Jigsaw Puzzle et de Monkey Man [issue de l'album suivant Let It Bleed]. Malheureusement ignorés sur Forty Licks [la compilation sortie en 2002 pour les quarante ans du groupe], les deux morceaux capturent le blues-rock du groupe à son meilleur. Jigsaw Puzzle démarre un peu guindé avant de retrouver ses jambes sur le deuxième couplet et définitivement sur le refrain initial. Décrivant les parias dans la rue avant de parcourir le groupe un par un, les Glimmer Twins ont cloué le personnage du bassiste Bill Wyman presque autant que Wyman a cloué ses centaines de groupies. "Et le bassiste, il a l'air nerveux, à propos des filles dehors", chante Mick Jagger. Et encore une fois, la guitare slide blues est complétée par les touches de piano de Nicky Hopkins à la fin".
Jim Beviglia a classé Jigsaw Puzzle à la 30e place des meilleures chansons des Rolling Stones dans son classement des 100 meilleures chansons des Rolling Stones "Counting Down the Rolling Stones: Their 100 Finest Songs".
Complex.com l'a appelée "la chanson la plus aventureuse de l'album" et l'a classée 39e dans son Top 50 des chansons des Rolling Stones.
Le magazine Rolling Stone l'a classée 69e dans son top des 100 meilleures chansons du groupe, la décrivant comme " le moment le plus Dylanesque des Stones " et " une explosion country-rock surréaliste de Highway 61 Revisited  ".

## Fiche technique
- Mick Jagger : chant
- Keith Richards : guitare acoustique, guitare slide
- Brian Jones : mellotron
- Bill Wyman : basse
- Charlie Watts : batterie
- Nicky Hopkins : piano